# Neferite I
Neferite I (... – 393 a.C.) è stato un faraone della XXIX dinastia egizia.

## Biografia
Principe di Mendes, nel Delta, giunse al potere dopo aver esautorato, imprigionato a Menfi e - con ogni probabilità - fatto uccidere il suo predecessore Amirteo, nell'autunno del 399 a.C.; questi avvenimenti sono riportati in un documento aramaico (Papiro Brooklyn 13). Una volta sul trono, Neferite I stabilì la propria capitale a Mendes, fondando la XXIX dinastia egizia ed assumendo una titolatura reale che richiamava quella dei grandi sovrani della XXVI dinastia.
In politica estera seguì la linea di appoggiare i nemici dell'impero persiano e quindi si alleò col re di Sparta Agesilao II, a cui fornì grano e materiale per l'armamento di cento triremi, materiale che però finì nelle mani dell'ateniese Conone, ammiraglio al servizio di Artaserse II.
I monumenti di questo sovrano non sono numerosi. A Mendes è stato ritrovato vario materiale litico che doveva appartenere ad un tempio di Thot, mentre da Buto proviene una sua statua. Viene anche citato su di una placca in faience proveniente dal Serapeo di Saqqara ed in alcuni reperti provenienti dal Medio ed Alto Egitto.
Neferite I è citato anche nella Cronaca demotica oltre che dagli epitomatori di Manetone che gli attribuiscono sei anni di regno; un'iscrizione demotica su di una benda di mummia cita il suo 4º anno, che è la data più alta di regno fornita da reperti archeologici. Alla sua morte, avvenuta nel 393 a.C., vi fu una crisi di successione con due candidati al trono, Muthis (che forse era suo figlio) e Psammuthis, appoggiati da opposte fazioni.

La tomba di Neferite I, contenente resti del sarcofago in granito nero e del corredo funerario, è stata scoperta a Mendes da un gruppo di ricerca delle Università di Toronto e di Washington nel 1992-1993.

## Titolatura
| G5 |

| G5 |

| O29 · ib |

| O29 · ib |

| O29 · ib |

| O29 · ib |

| O29 · ib |

| O29 · ib |

| O29 · ib |

| O29 · ib |

| G16 |

| G16 |

|  |

| G8 |

| G8 |

| U21 | R8A |

| U21 | R8A |

| M23 · X1 | L2 · X1 |

| M23 · X1 | L2 · X1 |

| N5 | E10 · n | R8A · N36 |

| N5 | E10 · n | R8A · N36 |

| N5 | E10 · n | R8A · N36 |

| N5 | E10 · n | R8A · N36 |

| N5 | E10 · n | R8A · N36 |

| N5 | E10 · n | R8A · N36 |

| N5 | E10 · n | R8A · N36 |

| N5 | E10 · n | R8A · N36 |

| G39 | N5 |

| G39 | N5 |

| n · A | i | i | f · O29 | V4 |

| n · A | i | i | f · O29 | V4 |

| n · A | i | i | f · O29 | V4 |

| n · A | i | i | f · O29 | V4 |

| n · A | i | i | f · O29 | V4 |

| n · A | i | i | f · O29 | V4 |

| n · A | i | i | f · O29 | V4 |

| n · A | i | i | f · O29 | V4 |